# Flushing Town Hall
L'hôtel de ville de Flushing est un hôtel de ville historique situé dans le quartier de Flushing dans le borough du Queens à New York. Auparavant, il a servi de siège au gouvernement du village de Flushing, établi sous le nom de Vlissingen en 1645, jusqu'à la consolidation avec New York en 1898. Il a été construit en 1862 et est un bâtiment en brique de deux étages, avec sous-sol et comble.  

## Description
Un style d'architecture originaire d'Allemagne, le Rundbogenstil («style à arc rond»), a été utilisé ici et dans un certain nombre de bâtiments américains de l'époque de la guerre civile. Les premières photographies montrent que le bâtiment a été peint d'une couleur claire. L'utilisation de peinture a été arrêtée à cause de problèmes d'adhérence lors d'une restauration. Une petite aile arrière a été ajoutée en 1938 contenant un bloc de cellules de prison. La façade avant présente un portique à triple arche surmonté d'un entablement classique avec un balustre bas . 
Il a été inscrit comme monument de la ville de New York en 1968 et sur le registre national des lieux historiques en 1972.

## Usages

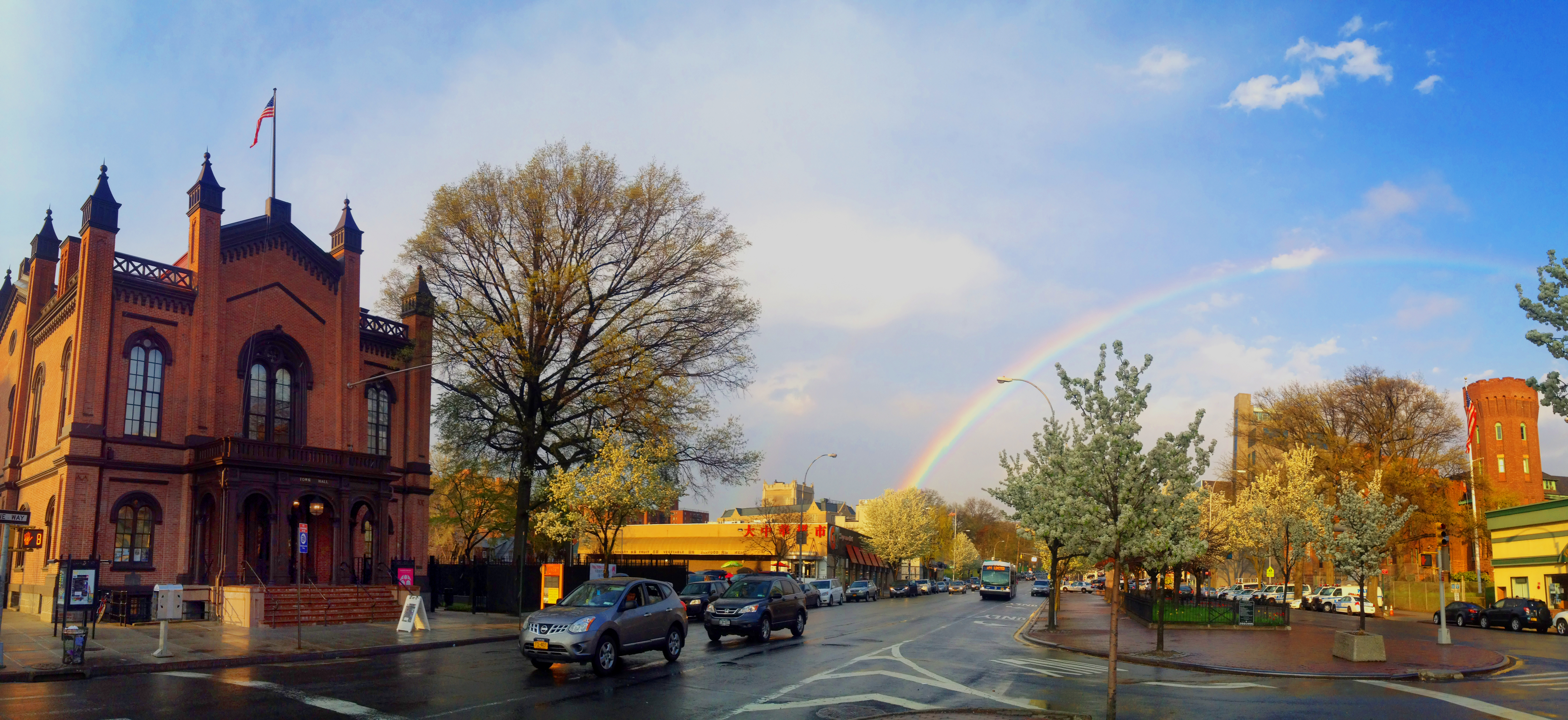
Hôtel de ville de Flushing aujourd'hui.

Le bâtiment abrite le Conseil de Flushing sur la Culture et les Arts (FCCA). En tant que membre du groupe des institutions culturelles (CIG) de la ville de New York, la FCCA assure la gestion de l'hôtel de ville de Flushing, restaurant, gérant et programmant le monument historique de 1862 pour le compte de la ville de New York. La FCCA célèbre l'histoire du Queens en tant que patrie du jazz, en présentant les meilleurs spectacles de jazz . 

## Voir également
- Liste des monuments désignés de la ville de New York dans le Queens
- Liste du Registre national des lieux historiques dans le comté de Queens, New York